# Монтян, Татьяна Николаевна
Татья́на Никола́евна Монтя́н (укр. Тетяна Миколаївна Монтян; род. 29 августа 1972, Керчь, Крымская область, Украинская ССР, СССР) — украинская правозащитница, адвокат, публицистка, пророссийский блогер.

## Биография

### Детство и юность
В 1989—1994 годах Татьяна Монтян училась на юридическом факультете МГУ имени Ломоносова, специализация — конституционное право. Во время учёбы изучала исламское право как юридический феномен. Курсовой работой второго курса стало исследование «Зелёной книги» Муаммара Каддафи, а третьего — «Доктрина божественной эманации в верховной власти в исламе шиитского толка и теократическая держава Аятоллы Хомейни в Иране». В дипломной работе «Мусульманское право как одна из мировых правовых систем и его имплементация в конституционном праве современных мусульманских государств» изучала влияние исламских норм и институтов на все сферы жизни современных исламских государств. Проходила практику в Московском уголовном розыске.

### Семья
Муж — Юрий Василенко (23 декабря 1940 — 4 ноября 2019), судья Киевского городского (апелляционного) суда (1994—2005). В 2002 году возбудил два уголовных дела в отношении президента Украины Леонида Кучмы.
Четыре сына. Старшие — близнецы Богдан «Iceberg» и Ярослав «Pikachu» Василенко (род. 13 апреля 1997) — киберспортсмены; в пятнадцать лет были чемпионами Украины по боксу.

## Профессиональная и гражданская деятельность

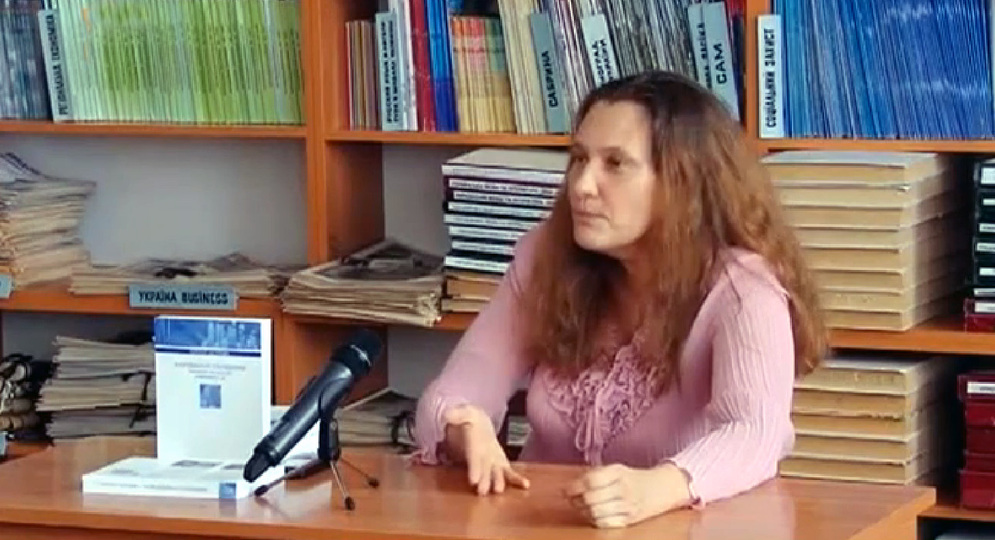
Монтян представляет свой перевод на украинский узкоспециальной книги Элинор Остром «Управление общим».

### Дело 9 марта и защита активистов УНА-УНСО
4 июня 2001 года СБУ возбудила уголовное дело по ч. 2 ст. 71 УК Украины (1960) против 19 участников акции «Украина без Кучмы», состоявшейся 9 марта 2001 года. Татьяна Монтян выступала адвокатом членов УНА-УНСО — в частности, тогдашнего лидера организации Андрея Шкиля. По словам Монтян, обвинительное заключение содержало много ошибок и несоответствий.
5 февраля 2002 года против Монтян было возбуждено уголовное дело за сопротивление сотрудникам милиции, а 22 мая 2002 года — предъявлено обвинение в окончательной редакции и объявлено об окончании предварительного следствия, после чего она была отстранена от защиты. Обвинение строилось на том, что Монтян якобы ударила конвоира, перехватившего записку, переданную ей из клетки подсудимых. По сути, сопротивление сотрудникам милиции заключалось в том, что адвокат пыталась осуществить своё законное право общения с подсудимым.
Защитником Татьяны Монтян выступал её муж — судья Апелляционного суда г. Киева Юрий Василенко.
Согласно законодательству Украины о судоустройстве, в результате возбуждения уголовного дела Татьяна Монтян потеряла право (на время следствия и судебного процесса) заниматься адвокатской практикой по уголовным делам. В 2005 году дело было закрыто по истечении срока давности привлечения к уголовной ответственности.

### Реформа жилищно-коммунального хозяйства
По словам Монтян, они с мужем не платили квартплату ЖЭКу почти 11 лет, поскольку частный ЖЭК (фактическим владельцем которого является народный депутат Украины от «Партии регионов» Нвер Мхитарян) тратил на содержание дома в шесть раз меньше, чем собирал с жителей по квитанциям. С 2006 года Монтян начала процесс создания в собственном доме ОСМД (объединение совладельцев многоквартирного дома). Объединение удалось основать в январе 2011 года.
В то же время адвокат помогала другим совладельцам многоквартирных домов избавляться от ЖЭКов, завышавших тарифы на обслуживание домов и не выполнявших свои обязанности, создавая в этих домах ОСМД. В рамках профессиональной деятельности много раз представляла стороны в жилищных конфликтах.
Является активной сторонницей применения системы титулов Торренса для ведения реестра и регистрации оборота недвижимости.

### Участие в Оранжевой революции
Во время президентских выборов 2004 года Монтян отвечала за противодействие фальсификациям результатов выборов в Николаевской области. Вместе с другими адвокатами она координировала работу около 600 членов избирательных комиссий и наблюдателей.

### Октябрьская больница
Сразу после возникновения в сентябре 2007 года общественного движения «Сохрани старый Киев» против уничтожения исторической застройки и архитектурного облика Киева Татьяна Монтян присоединилась к его деятельности.
Одним из самых резонансных дел, к которому присоединилась Монтян, была борьба местных жителей с застройщиками возле Октябрьской больницы. В марте 2008-го к противодействию присоединились активисты движения «Сохрани Старый Киев». 16 марта милиция попыталась разогнать демонстрантов, в результате чего в больницу попал журналист. В ответ на такие действия милиции граждане разобрали забор вокруг стройплощадки. История имела большой резонанс, а 31 марта и городской голова Киева Леонид Черновецкий и вице-премьер Александр Турчинов (однопартиец застройщика) заявили, что не допустят дальнейшего строительства.

### Позиция в отношении Евромайдана

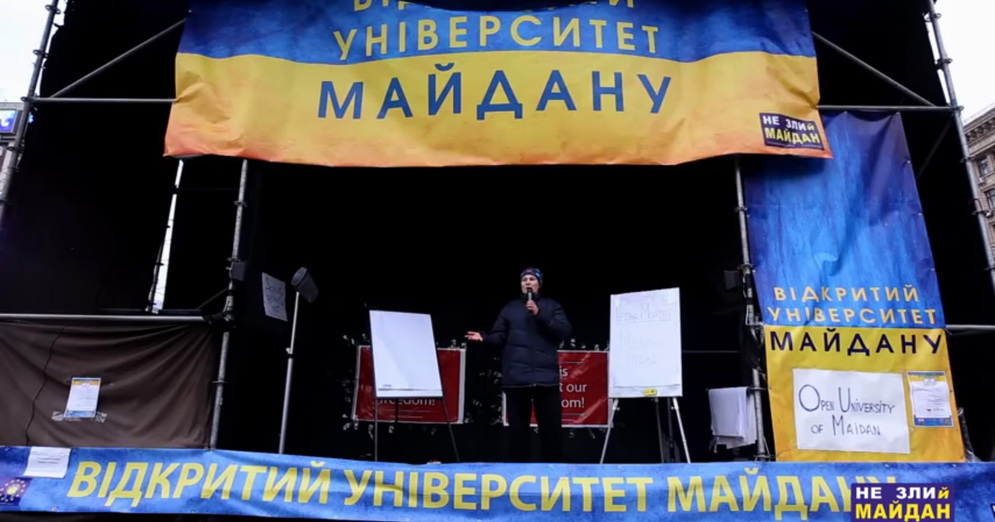
Татьяна Монтян читает лекцию в Открытом университете Майдана 7 января 2014 года

С самого начала выступала против насильственного свержения президента Януковича, при этом не оправдывая действия правительства против демонстрантов.

### Посещение территорий, находящихся под контролем ДНР и ЛНР

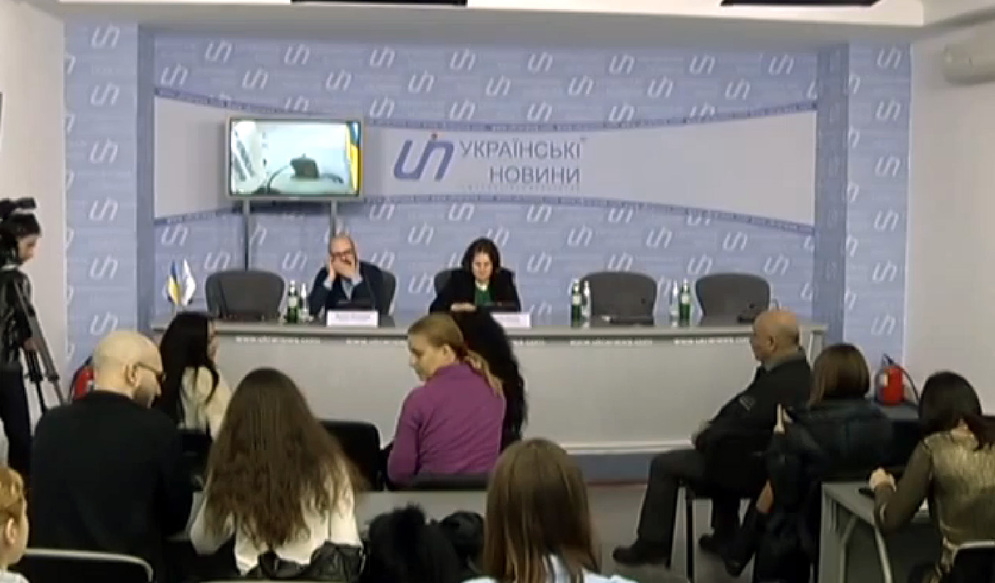
Пресс-конференция Татьяны Монтян и Дмитрия Филимонова в пресс-центре «Украинских новостей», 10 декабря 2014 г.

В начале декабря 2014 года посетила Луганскую и Донецкую области, в том числе Луганск, Алчевск, Кировск и Донецк, встретилась с некоторыми полевыми командирами. Освещала ход поездки на своей странице в Facebook.
В результате поездки был освобождён военнослужащий ВС Украины Владимир Крутолевич, более трёх месяцев находившийся в плену. По итогам поездки Монтян провела пресс-конференцию, призвав к немедленному прекращению огня и проведению переговоров.

### Дело Руслана Коцабы
Монтян выступала на стороне защиты в резонансном деле журналиста Руслана Коцабы, обвинявшегося в государственной измене и препятствовании деятельности Вооружённых Сил Украины. Коцаба был арестован и находился под стражей с 8 февраля 2015 года, судебные заседания проходили в городском суде Ивано-Франковска.
11 мая 2016 года Монтян выступила в заключительных дебатах по делу Коцабы, указав на противоречия состава обвинения фактическим обстоятельствам правового режима страны, в том числе отсутствию в стране режима военного положения и призвала суд оправдать подсудимого за отсутствием состава преступления. Прокуратура, со своей стороны, призвала суд признать Коцабу виновным по всем пунктам обвинения и приговорить к 13 годам лишения свободы с конфискацией имущества. 12 мая 2016 года суд приговорил Коцабу к лишению свободы на срок 3 года 6 месяцев, признав его виновным в препятствовании законным действиям Вооруженных сил Украины, но отклонил обвинения в государственной измене и вернул имущество, изъятое при аресте. Монтян заявила, что будет обжаловать вынесенное решение и требовать полного оправдания Руслана Коцабы.
14 июля 2016 года апелляционный суд Ивано-Франковской области, рассматривая апелляционную жалобу Руслана Коцабы, подготовленную Монтян, признал его невиновным по всем пунктам обвинения и полностью оправдал, Коцаба был освобождён из-под стражи в зале суда.

### Дело Виты Заверухи
С 22 сентября 2015 года Татьяна Монтян выступала на стороне защиты в деле подозреваемой в расстреле милиционеров ультраправой активистки Виты Заверухи по просьбе родственников мужа Заверухи. Дело получило значительную общественную огласку из-за тяжести состава обвинения и открыто радикальной позиции обвиняемой.
10 октября 2015 года, после очередного заседания суда, Монтян сообщила прессе, что в отношении её подзащитной у суда нет никаких фактических данных о её причастности к какому-либо преступлению.
11 июня 2016 года появилось сообщение, что Заверуха отказалась от дальнейших услуг Монтян.

## Политическая деятельность
В декабре 2015 года попала в базу сайта «Миротворец». По данным сайта, Монтян оказывает юридическую помощь сепаратистам.
По приглашению России выступила в Совете Безопасности ООН в качестве гражданского активиста на заседании 17 февраля 2022 года, посвящённом войне в восточных областях Украины и имплементации Минских соглашений. В своём выступлении она выражала российский взгляд на события вокруг Украины. О её участии стало известно лишь за день до заседания, хотя приглашённых спикеров анонсировали в начале месяца.
Оправдывает войну России с Украиной, в том числе и полномасштабное вторжение. Прокуратура Украины обвиняет Монтян в призывах к свержению украинской власти, в посягательстве на территориальную целостность и в отрицании российской агрессии. По данным следствия, Монтян в 2021 году выехала в Россию, выступает на российском ТВ и через свои видеоканалы, где поддерживает войну против Украины, выпускает пропагандистские ролики с поддержкой путинского режима.

### В медиа
C января 2023 г. — колумнист телеграм-канала «Специально для RT».

## Увлечения и хобби
Выступила в финальном бою против Дарьи Ибрагимовой в клубном чемпионате M-1 Ukraine 2009 по боям без правил.

## Награды
29 мая 2012 года Татьяна Монтян получила награду «Юридическая премия 2012 года» в номинации «За выдающиеся профессиональные достижения». Победитель определялся редактором газеты «Юридическая практика» по следующим критериям: вклад юриста в развитие юридической профессии, моральные и этические характеристики юриста, авторитет юриста в юридических кругах, участие юриста в общественной правовой деятельности, конкретные дела (сделки, судебные дела, другая активность) юриста. Награду вручили за выигранное в Высшем Хозяйственном суде дело по ЖЭКам: согласно решению суда обслуживание домов считается незаконным, если ЖЭК не получил консенсусного (единогласного) решения всех совладельцев дома.